# Geoglyphe

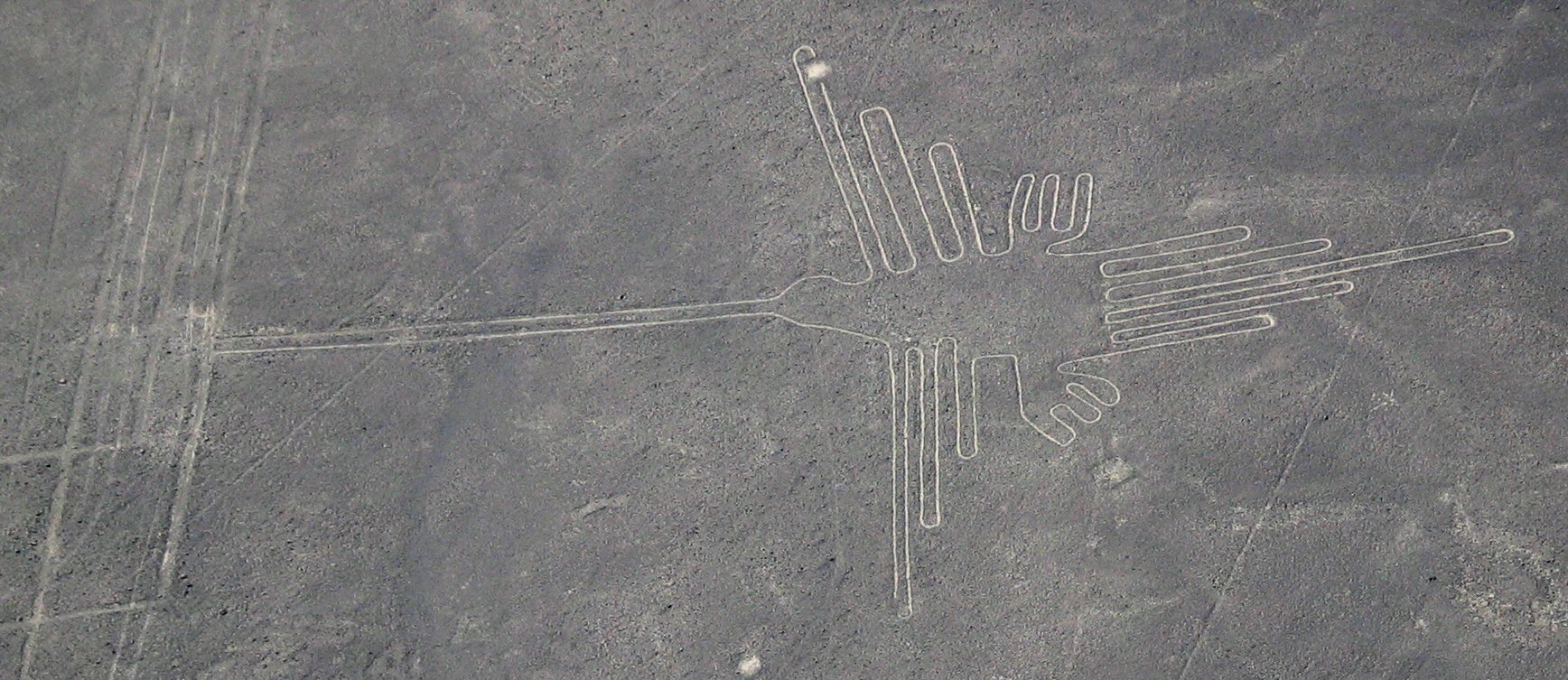
Nazca-Linien in Peru, die einen Kolibri darstellen

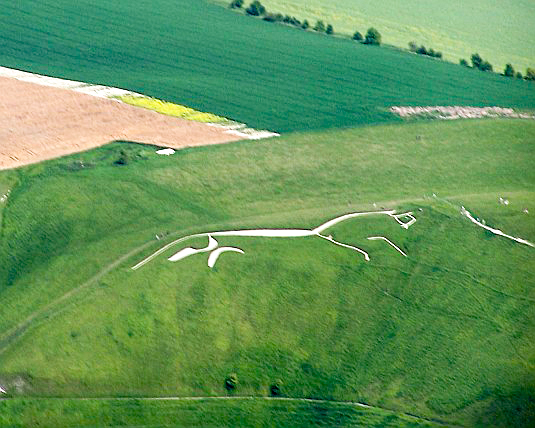
Das Uffington White Horse in Oxfordshire, England

Eine Geoglyphe (auch der Geoglyph, Erd- oder Bodenzeichnung genannt) ist eine großflächig auf dem Erdboden geformte, in Linien gezeichnete oder durch Straßen- und Wegezüge gebildete Figur. Geoglyphen können sich über mehrere hundert Meter erstrecken und sind wegen dieser Ausdehnung oftmals nur aus der Luft erkennbar.
Ein Scharrbild entsteht durch das Entfernen der dunkleren Oberschicht von Gestein, Geröll oder Erdreich, so dass die helle Unterschicht sichtbar wird. Die helleren Partien ergeben die Zeichnung des Scharrbildes. Beispiele für diese Geoglyphen sind die Nazca-Linien in Peru und das Uffington White Horse als eines der Scharrbilder in England.

## Prähistorische Geoglyphen
Geoglyphen können bei günstigen klimatischen Bedingungen lange Zeiträume überdauern, ohne von Denudations-Prozessen ausradiert zu werden. Prähistorische Geoglyphen stellen häufig Tiere dar, zum Beispiel: Affe, Ameisenbär, Condor, Eidechse, Elch, Flamingo, Fregattvogel, Hund, Kolibri (siehe Bild oben), Libelle, Papagei, Pelikan, Pferd, Schlange, Spinne und Wal. Es gibt auch Darstellungen von Bäumen und Blumen. Oft sind mit den Bildern bestimmte Bedeutungen verbunden.
Die indianischen Mounds in Nordamerika sind meist Grabbauten. Bei den sogenannten effigy mounds werden Tierfiguren mit Geoglyphen dargestellt. Im Effigy Mounds National Monument in Iowa gibt es 31 solche Mounds mit Tierfiguren. Ein weiteres Beispiel ist der Great Serpent Mound in Ohio.
Die Nazca-Linien in Peru sind Scharrbilder. Überwiegend handelt es sich um gerade Linien, es sind aber auch geometrische Figuren (Trapez, Spirale) und zahlreiche Tierfiguren vertreten. Zur Bedeutung der Nazca-Linien sind zahlreiche Theorien und Hypothesen entwickelt worden. Im Vordergrund steht die Annahme einer religiösen Bedeutung. Es könnte aber auch ein Zusammenhang mit der Astronomie bestehen – oder mit unterirdischen Wassersammelanlagen. Eine Veränderung des Klimas mit zunehmender Wüstenbildung könnte ein Auslöser für die Erschaffung der Nazca-Linien gewesen sein.
Im Amazonasgebiet wurden seit 1999 bei Rodungsarbeiten bislang mehr als 200 geometrische Formen wie Kreise und Quadrate entdeckt, viele durch gerade Straßen verbunden. Ihr Zweck ist unklar.
Der personelle Aufwand für deren Erstellung steht im Widerspruch zur bisherigen Annahme, die in dem Gebiet nur kleinere Siedlungen für möglich hielt. Die Geoglyphen verteilen sich über 250 km und werden auf die Jahre 200–1283 datiert.
Satellitenaufnahmen der NASA bestätigten 2015 die Existenz von rund 260 Geoglyphen in Kasachstan. Die ältesten sollen etwa 8000 Jahre alt sein (siehe Steppengeoglyphen).

## Moderne Geoglyphen

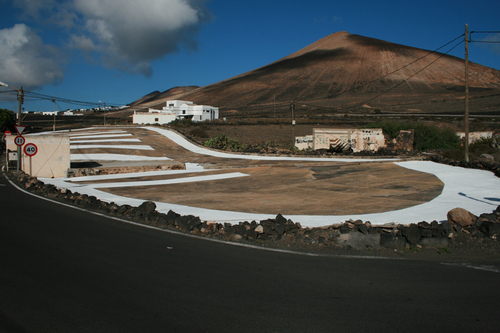
Eine Intervention von Eberhard Bosslet auf Lanzarote

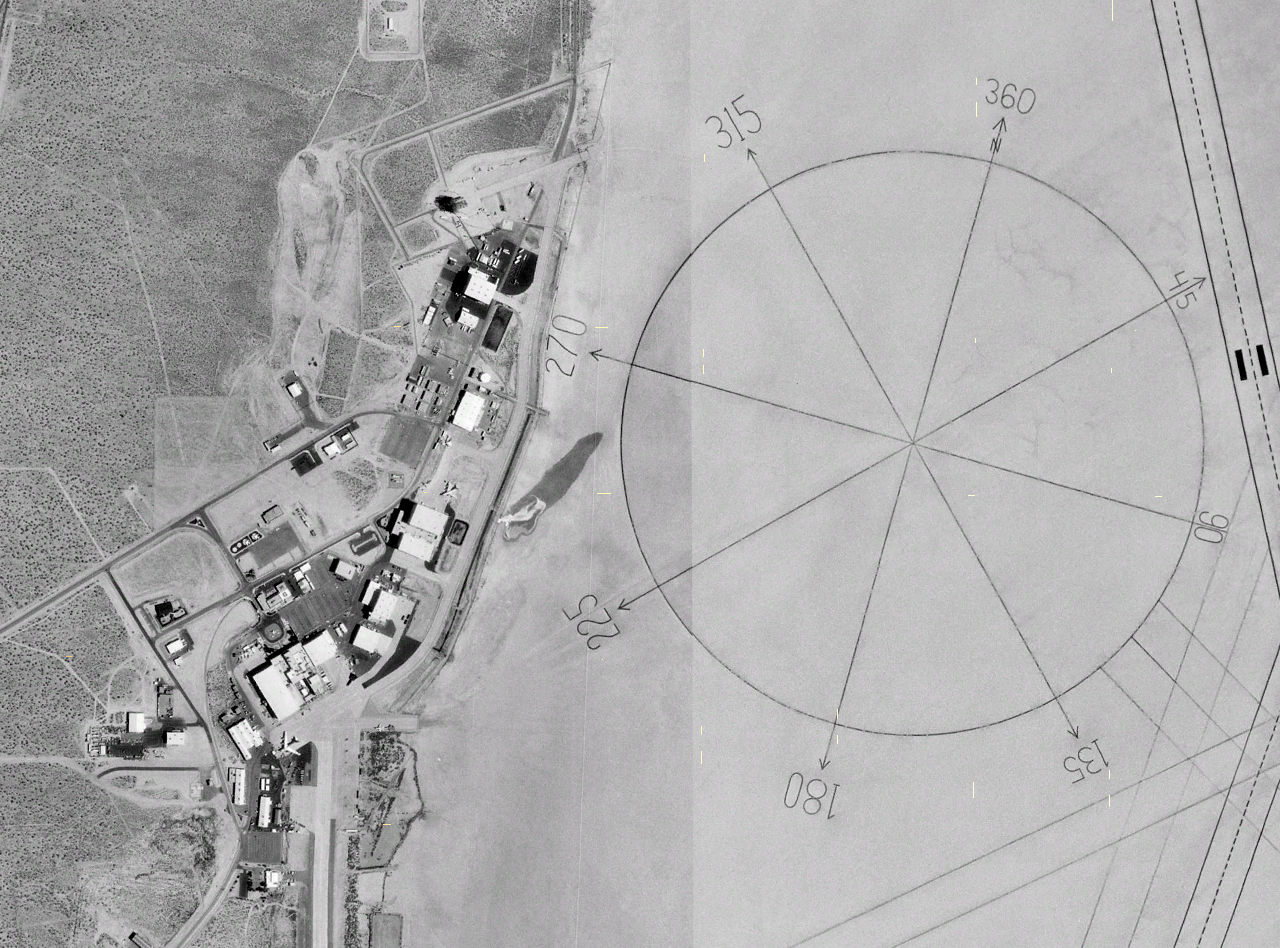
Windrose mit 1200 m Durchmesser im Rogers Dry Lake

Auch zeitgenössische Künstler der Land Art haben Geoglyphen geschaffen. Bekannte Beispiele sind:
- die Begleiterscheinung XI auf Lanzarote von Eberhard Bosslet (Teil der Werkreihe Bauzeichnungen, Reformierungen und Begleiterscheinungen auf den Kanarischen Inseln, Beginn 1983)
- das Erdzeichen am Flughafen München mit dem Namen Eine Insel für die Zeit von Wilhelm Holderied (1995)
- Desert Breath in der Sahara bei El Gouna in Ägypten, geschaffen vom D.A.ST. Arteam (1997)[7]
- der Marree Man mit einer Länge von 4,5 Kilometern im Outback bei Marree in Südaustralien (1998 entdeckt)
- die Werkreihe Rhythms of Life von Andrew Rogers (Beginn 1999), bestehend aus derzeit 51 monumentalen Geoglyphen in sechzehn Ländern auf sieben Kontinenten (Stand 2018)[8]

Wie alle anderen Strukturen auf der Erdoberfläche können Geoglyphen zur Orientierung durch Luftfahrzeuge genutzt werden. Eigens für die Piloten der Edwards Air Force Base in Kalifornien wurde die weltgrößte Windrose auf dem Boden des Salzsees Rogers Dry Lake als Geoglyphe geschaffen.
Kornkreise sind den Bodenzeichnungen sehr ähnlich. Sie werden aber nicht direkt auf dem Erdboden gezeichnet und haben auch nur eine kurze Lebensdauer.

## Anklänge im Städtebau und bei Landgewinnungsprojekten
Im Städtebau werden gelegentlich figürliche Grundrisse gewählt, die mit Geoglyphen vergleichbar sind („figurativer Städtebau“). Beim Blick auf den Stadtplan kann dann ein ähnlicher Eindruck entstehen wie bei großformatigen Geoglyphen. Auch künstlichen Inseln wird manchmal eine besondere Gestalt verliehen.

### Städtebau
- Der Grundriss der alten Inka-Stadt Cusco soll einen liegenden Puma darstellen. Die Festung Sacsayhuamán bildet dabei den Kopf und der Hauptplatz den Bauch des Pumas. Der Körper des Pumas wird von zwei Flüssen begrenzt, die sich am hinteren Ende vereinigen.[9] Einige Forscher zweifeln diese Theorie allerdings an.[10] Sie wurde unter anderem von George Kubler vertreten.[11] Cuzco, Karte von Ephraim George Squier, um 1860: Die Festung Sacsayhuamán im Norden der Stadt gibt den Kopf des liegenden Puma (puma yacente) an,[12] dessen Umrisse durch die noch erhaltenen Inkamauern gebildet sind.

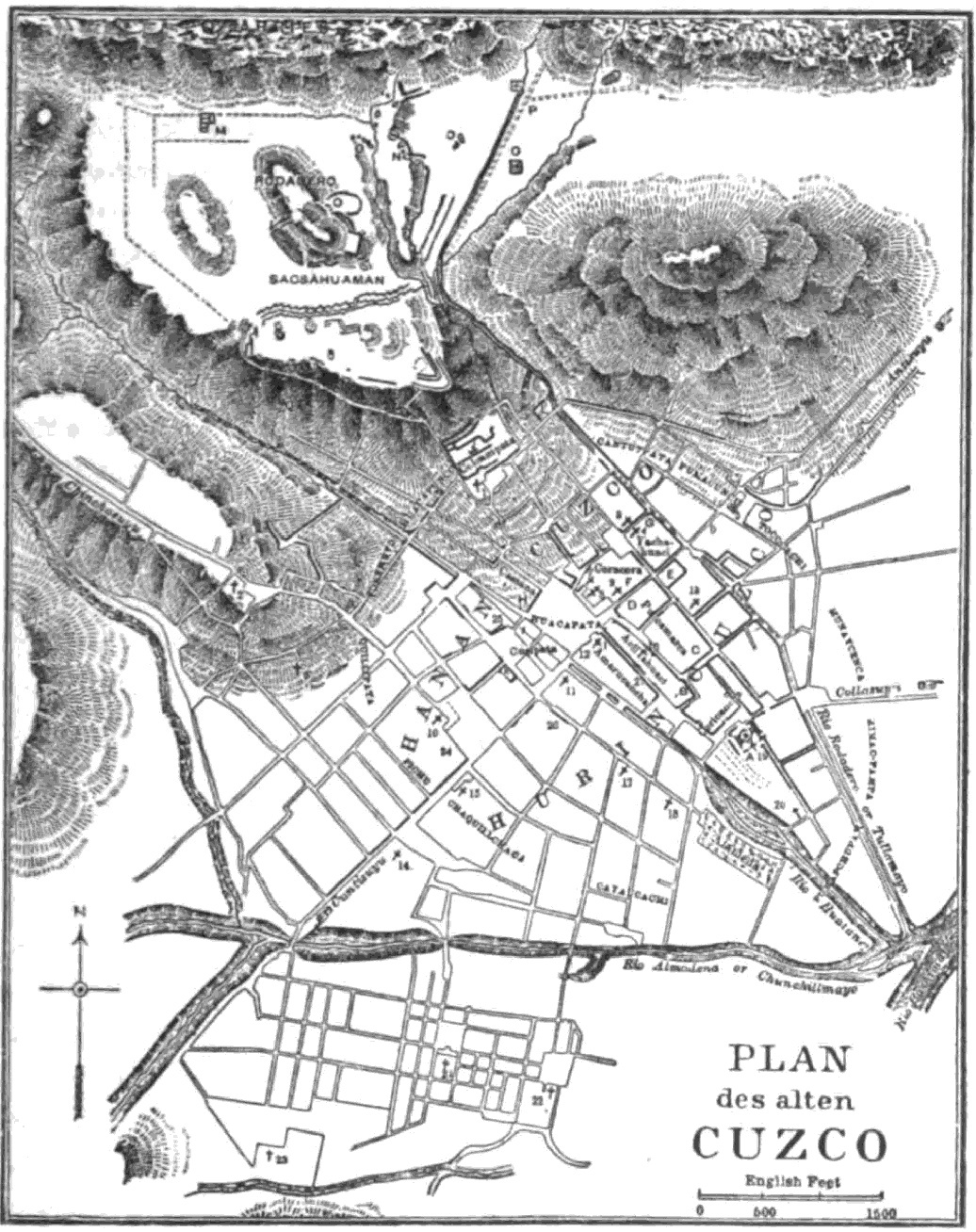
Cuzco, Karte von Ephraim George Squier, um 1860: Die Festung Sacsayhuamán im Norden der Stadt gibt den Kopf des liegenden Puma (puma yacente) an, dessen Umrisse durch die noch erhaltenen Inkamauern gebildet sind.

- Das von Lúcio Costa 1956 entworfene Planschema der Hauptstadt Brasilia ist eine Flugzeugfiguration (Plano Piloto). Städtebaulicher Entwurf von Brasilia, Hauptstadt Brasiliens in der Gestalt eines Flugzeuges (Plano Piloto)

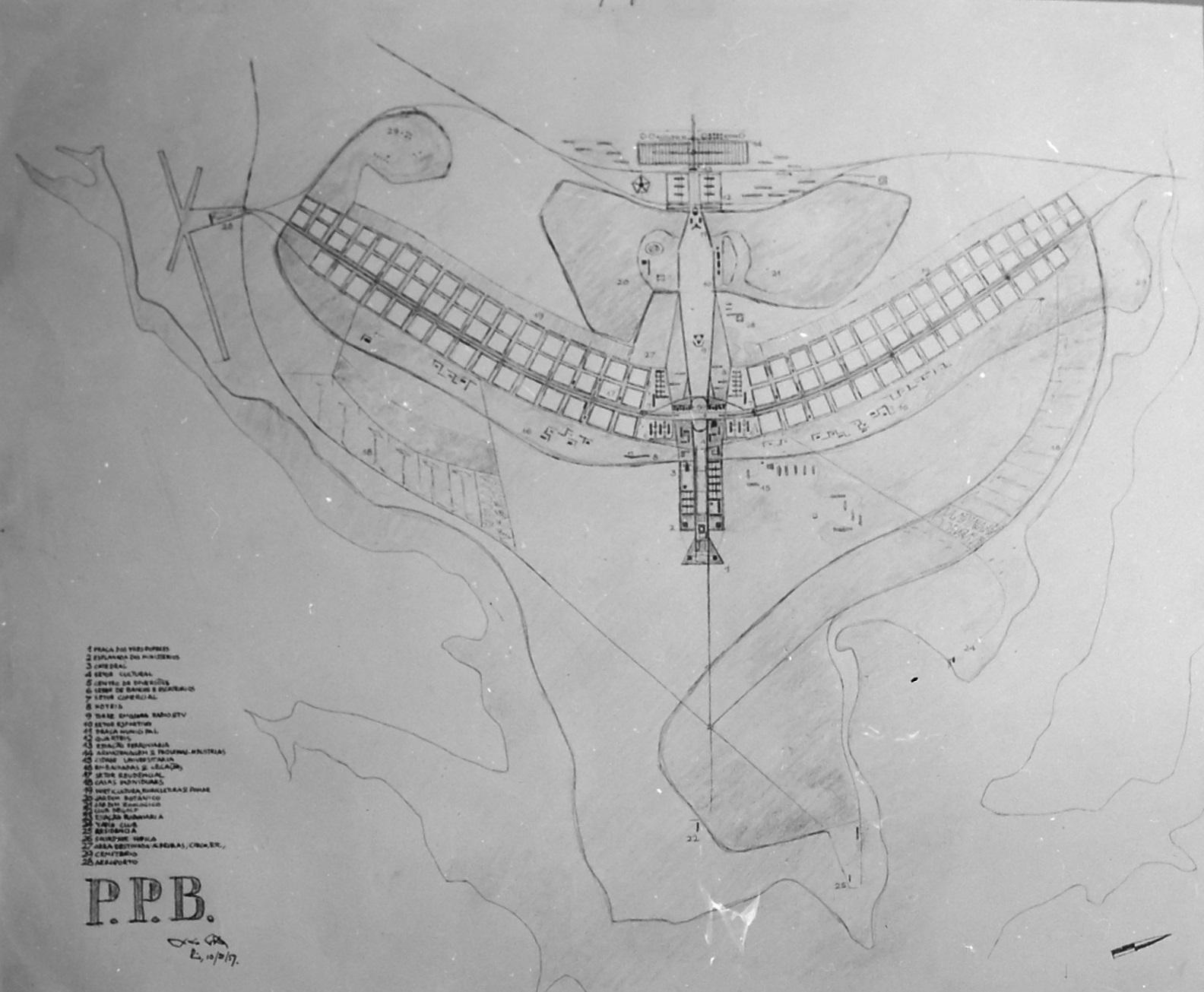
Städtebaulicher Entwurf von Brasilia, Hauptstadt Brasiliens in der Gestalt eines Flugzeuges (Plano Piloto)

- Für den Wiederaufbau der nach dem Zweiten Weltkrieg zerstörten Innenstadt von Rovaniemi in Finnland wählte Alvar Aalto als Grundriss den Kopf eines Rentiers mit Geweih.[13]

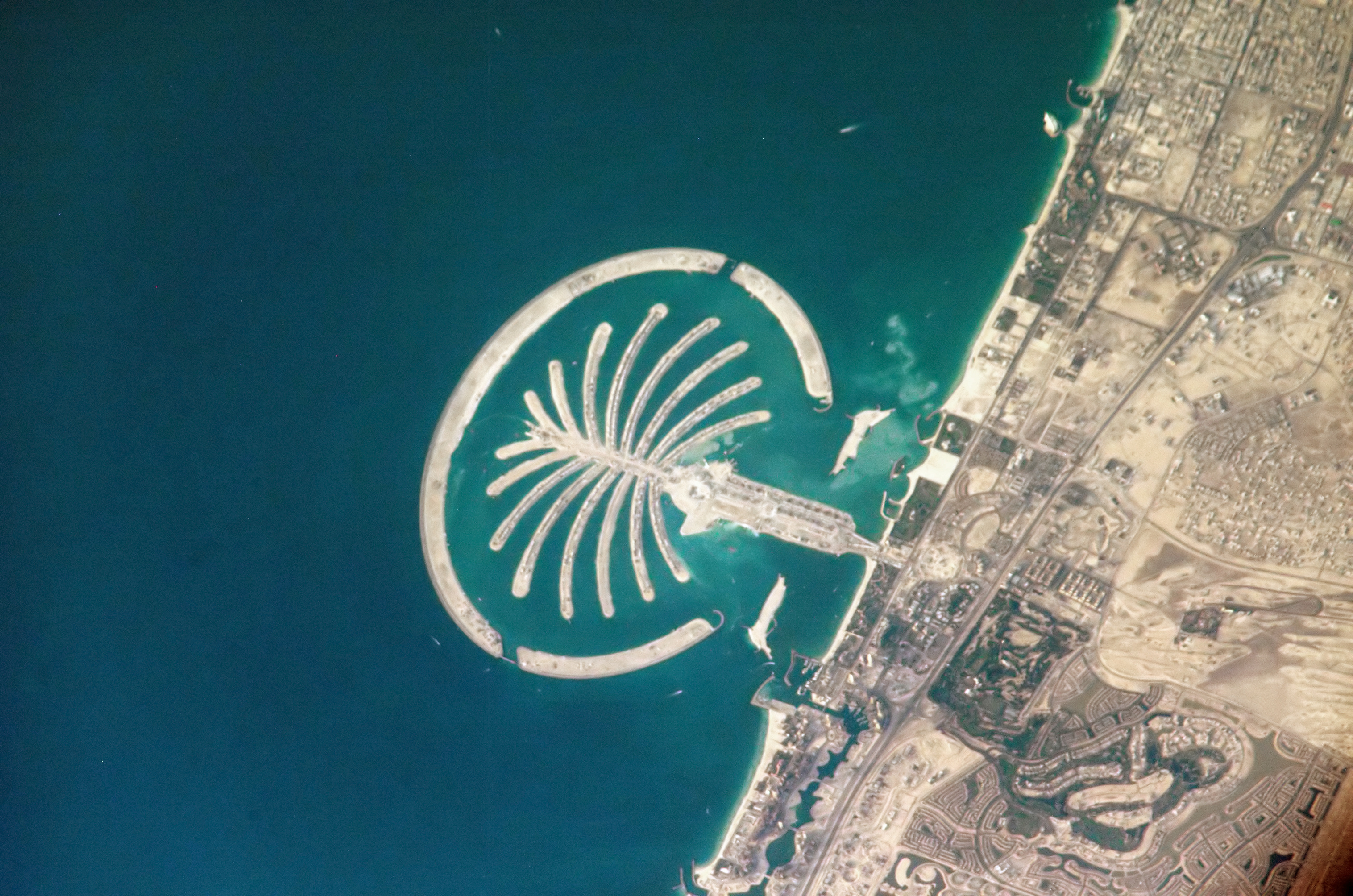
Eine der Palm Islands in Dubai

### Künstliche Inseln
- Die Inseln der Palm Islands in Dubai haben die Gestalt einer Palme.
- In den Niederlanden wurde im Jahr 2007 das Projekt diskutiert, in der Nordsee eine rund 50 Kilometer lange künstliche Insel in der Form einer Tulpe zu erschaffen.[14]